# Велика Фінляндія

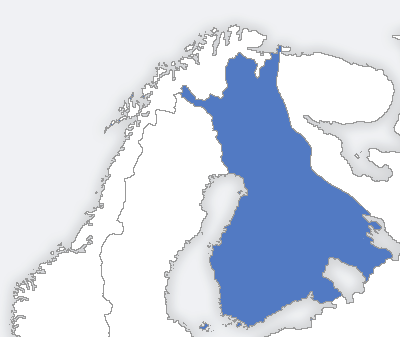
Територія найбільшого просування фінських військ в Радянсько-фінську війну(1941—1944). Фінляндія воювала лише на землях, які у неї захопив СРСР перед цим у 1940

Велика Фінляндія (фін. Suur-Suomi) — термін, популярний в середовищі фінських іредентистів з XIX століття та висловлює фінське прагнення зібрати фінські землі в єдиній державі (панфінланізм) вже тоді, коли Фінляндія територіально входила до складу Російської імперії.

## Історичні відомості
Варіант створення та виникнення Великої Фінляндії являв собою наступне: крім власне Фінляндії, вона включала б території, які населяють етнічно близькі народи фінно-угорської групи: фіни, карели, естонці, вепси тощо. Ідея створення Великої Фінляндії мала великий вплив на фінське суспільство в 1917 і пізніше (до і після Другої світової війни).
Найвигадливіша версія «Великої Фінляндії» була обмежена так званими природними межами, які охоплюють території, що населені фінами та карелами, в межах від Білого моря до Онезького озера, далі вздовж річки Свір та річки Нева або, в скромнішому варіанті, від річки Сестра — до Фінської затоки (це були колишні межі Великого князівства Фінляндського в межах Російської імперії). Деякі прихильники також включають до складу Великої Фінляндії територію Інгрії, Естонію, Північний Фіннмарк та долину Турнеельвен. Найрадикальніші погляди має молодіжна організація «Сінемуста», яка пропагувала Велику Фінляндію аж до Єнісею (тобто по включенню усіх фінно-угорських народів, крім угорців).
З цього приводу 27 лютого 1935 в бесіді з посланником Фінляндії в СРСР А. С. Ірьйо-Коскіненом, М. Литвинов описав цю політичну концепцію як агресивну, відзначавши, що «ні в одній країні преса не веде так систематично ворожої нам кампанії, як у Фінляндії. Ні в одній сусідній країні не ведеться така відкрита пропаганда за напад на СРСР і відторгнення його території, як у Фінляндії».
У пропаганді певних політичних кіл, під час Радянської війни проти Фінляндії 1940, кордони Великої Фінляндії включали всю область від Ботнічної затоки до Уральських гір. Наприклад, у пісні «на Урал» (фін. Uraliin) йдеться про те, що «За Урал восвоясь // Комісари тремтячи біжать, змішуючи бруд…».

## Галерея

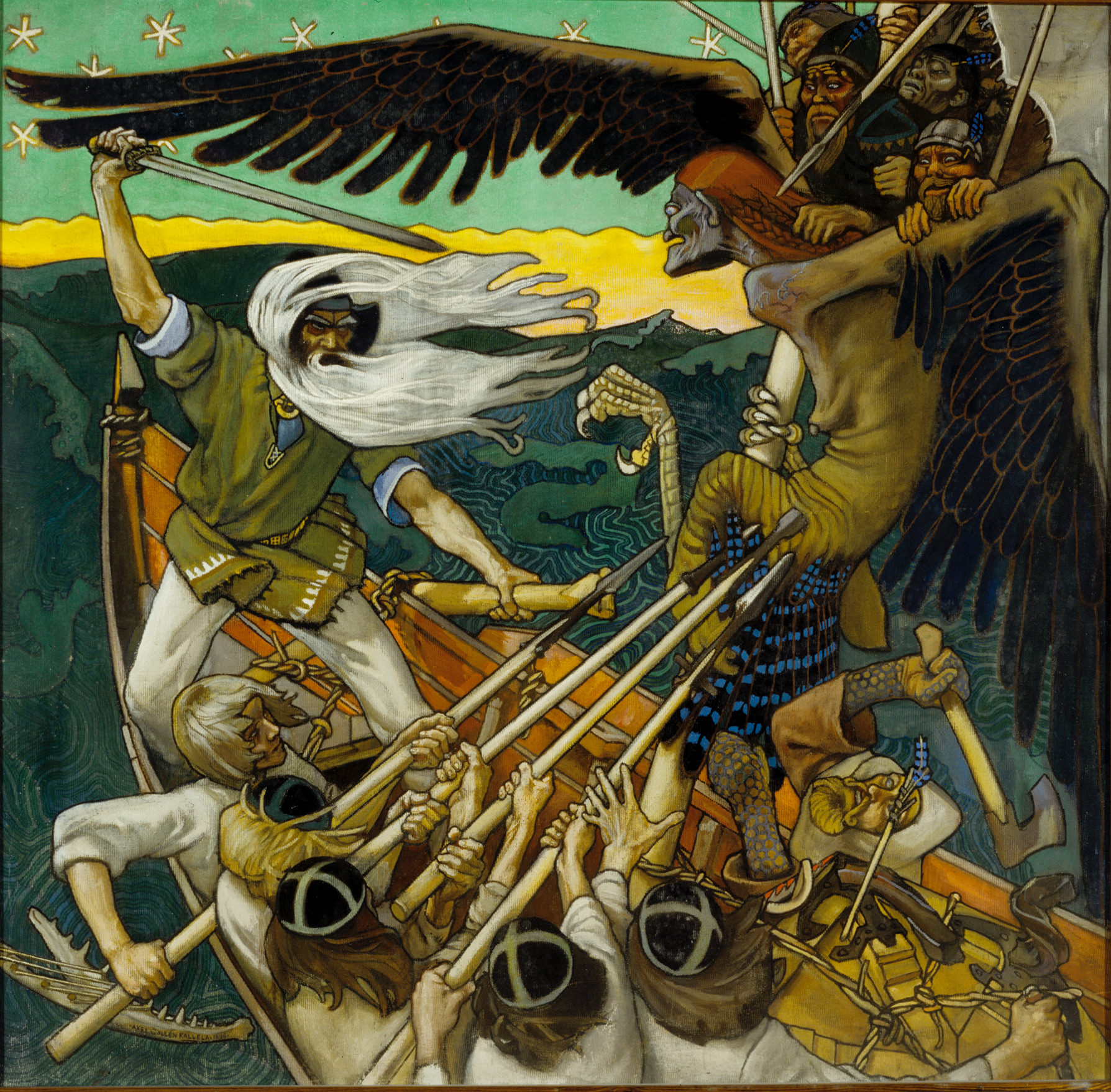
Типовий зразок «Кареліанізму», Оборона Сампо, 1896, Акселі Галлен-Каллела
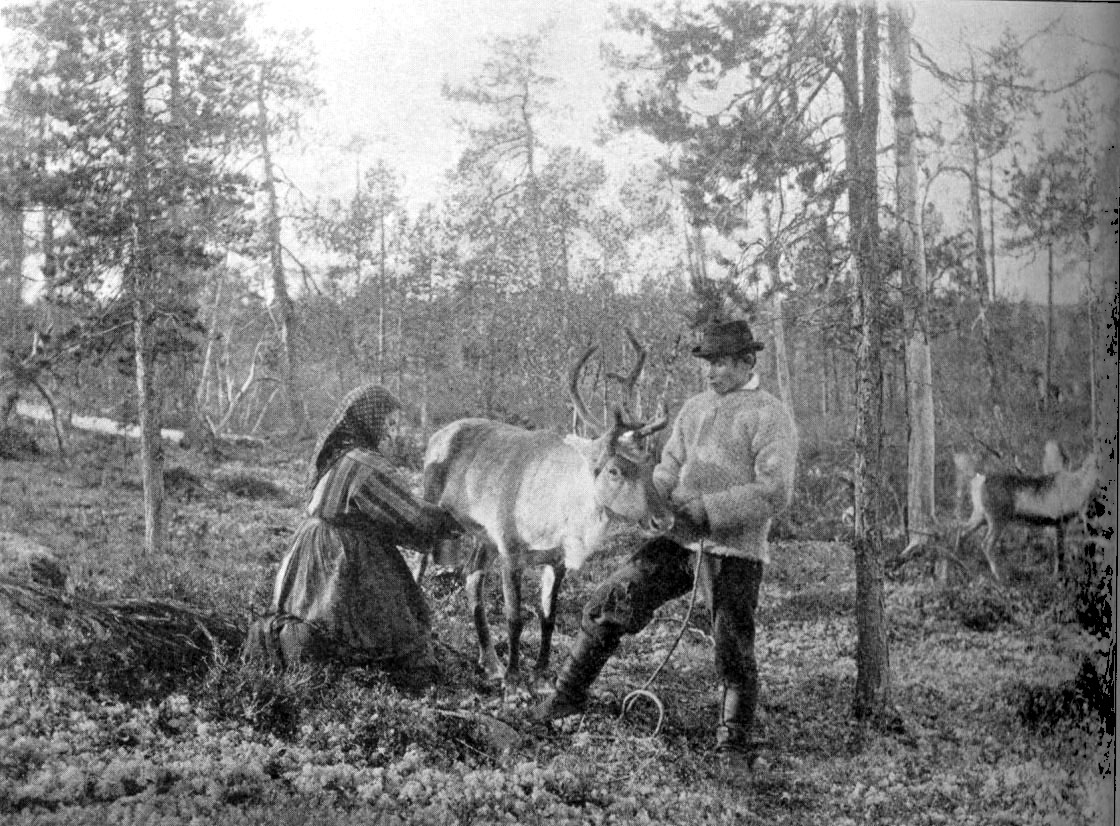
Доїння оленя, кінець 19 століття
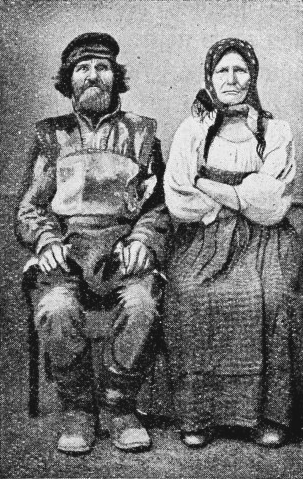
Карели, 1928
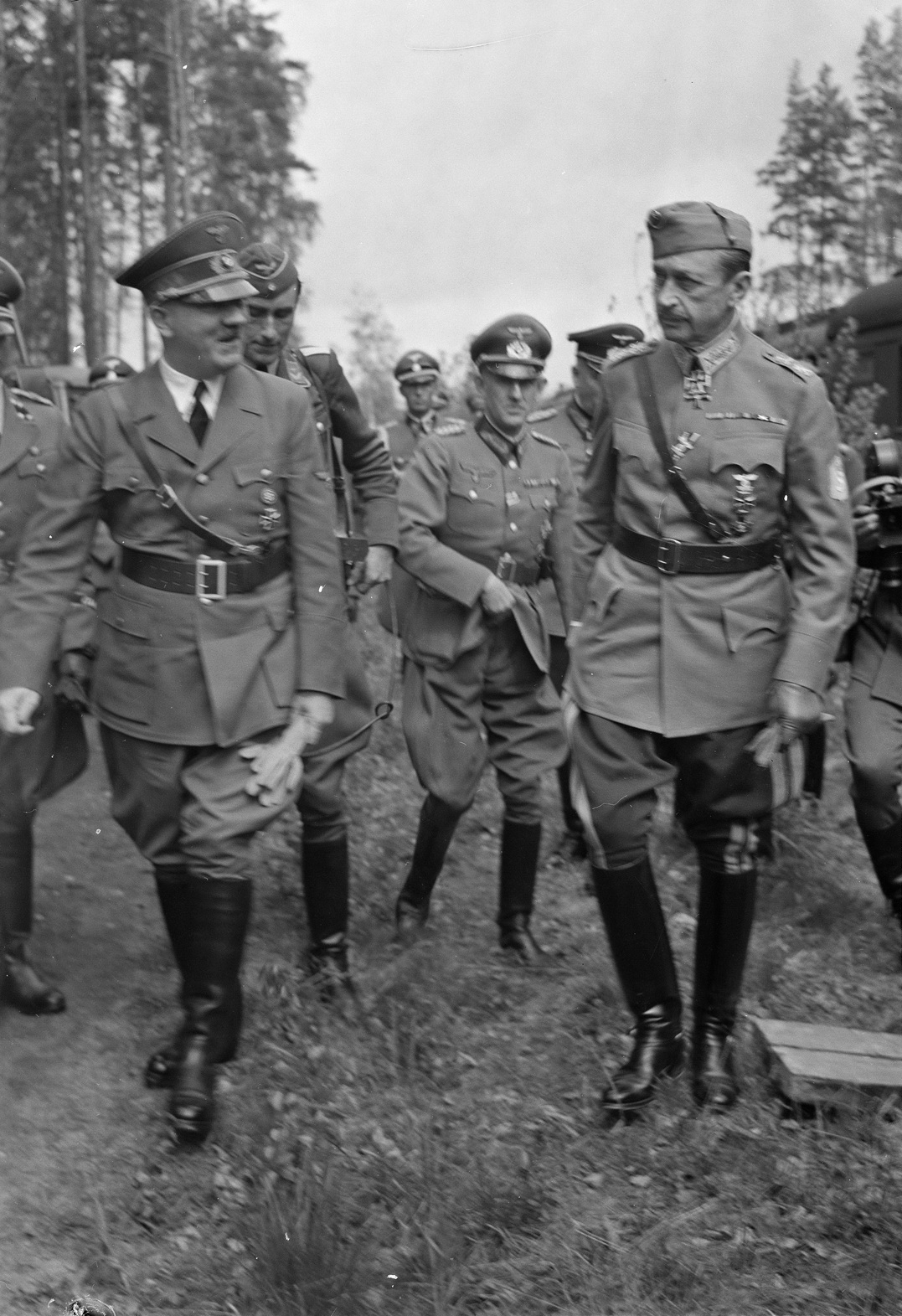
Гітлер і Маннерґейм, 1942.